# 小行星10361
小行星10361（10361 Bunsen）是一颗绕太阳运转的小行星，为主小行星带小行星。该小行星于1994年8月12日发现。

## 轨道参数
小行星10361的轨道半长轴为2.2930925 UA，离心率为0.121。